# Jolanta Tubielewicz
Jolanta Teresa Tubielewicz z d. Tabaczyńska (ur. 16 marca 1931 w Warszawie, zm. 14 czerwca 2003) – profesor japonistyki, wieloletni pracownik Instytutu Orientalistycznego Uniwersytetu Warszawskiego. Autorka wielu cenionych publikacji nt. Japonii.

## Życiorys
W 1953 obroniła na Uniwersytecie Warszawskim pracę magisterską Problem formacji przedfeudalnej w Japonii. W 1971 doktoryzowała się na podstawie rozprawy Fujiwara Michinaga – the Most Prominent Statesman of the Heian Period. W 1979 habilitowała się w zakresie japonistyki na podstawie pracy Superstition, Magic and Mantic Practices in the Heian Period. W 1987 uzyskała tytuł profesora nauk humanistycznych. Zawodowo związana z macierzysta uczelnią. W latach 1985–1990 pełniła funkcję dziekana Wydziału Neofilologii.
W uznaniu wybitnych zasług w dziedzinie promowania wiedzy o Japonii w Polsce i współpracy naukowej między Japonią a Polską otrzymała japońskie Złote Promienie ze Wstęgą Orderu Świętego Skarbu (1995). Była też odznaczona m.in. Złotym Krzyżem Zasługi (1978), Krzyżem Kawalerskim Orderu Odrodzenia Polski (1988), Medalem Komisji Edukacji Narodowej (1998).
Członkini Towarzystwa Naukowego Warszawskiego.
Pochowana na Cmentarzu Komunalnym Północnym w Warszawie.

## Publikacje książkowe
- Mitologia Japonii, WAiF, Warszawa 1977 (wyd. I), Warszawa 1986 (wyd. III), ISBN 83-221-0109-0
- Nara i Kioto, WAiF, Warszawa 1983, ISBN 93-221-0177-6
- Historia Japonii, Ossolineum, Wrocław 1984, ISBN 83-04-01486-6
- Bambusowe pacholę (Legendy krainy Kibi), Nasza Księgarnia, Warszawa 1989, ISBN 83-10-09291-1 (oprawa twarda), ISBN 83-10-09291-1 (oprawa miękka)
- Kultura Japonii. Słownik, WSiP, Warszawa 1996, ISBN 83-02-06378-9
- Wielkie odkrycia i zagadki japońskiej archeologii, Trio, Warszawa 1996, ISBN 83-85660-24-0
- Japonia: zmienna czy niezmienna?, Trio, Warszawa 1998, ISBN 83-85660-68-2
- Mężczyźni i kobiety w starożytnej Japonii, Nozomi, Warszawa 2000
- Od mitu do historii, Trio, Warszawa 2006, ISBN 978-83-7436-011-1